# Bosselshausen
Bosselshausen település Franciaországban, Bas-Rhin megyében. Lakosainak száma 176 fő (2022. január 1.). Bosselshausen Bouxwiller, Issenhausen, Kirrwiller és Geiswiller-Zœbersdorf községekkel határos.

## Népesség
A település népességének változása:
| Lakosok száma | 158  | 158  | 169  | 166  | 170  | 171  | 172  | 171  | 176  |
|               | 2013 | 2015 | 2016 | 2017 | 2018 | 2019 | 2020 | 2021 | 2022 |